# Мафиозо
„Мафиозо“ (на италиански: „Mafioso“) е филм на Алберто Латуада от 1962 година с участието на Алберто Сорди.

## Сюжет
Антонио Бадаламенти (Алберто Сорди) е скромен чиновник в голяма миланска фабрика. Въпреки това благодарение на усърдието си той е в много добро отношение със собственика на фабриката. Това му позволява да получи дългоочакваната ваканция, да вземе жена си Марта (Норма Бенгъл) и двете си дъщери, за да се прибере в родното си село в Сицилия при родителите и роднините си. Тук отново се потапя в света на изобилната храна и патриархалните ценности. Въпреки това основната характеристика на местния живот е безпрекословното подчинение на мафията, водена от всесилния Дон Винченцо (Уго Атанасио), който има свои планове за Антонио.

## В ролите
| Изпълнител           | Роля                       |
| -------------------- | -------------------------- |
| Алберто Сорди        | Антонио Бадаламенти        |
| Норма Бенгъл         | Марта                      |
| Габриела Конти       | Розалия                    |
| Уго Атаназио         | Дон Виченцо                |
| Чинция Бруно         | Донатела                   |
| Катюша Пирети        | Патриция                   |
| Армандо Тине         | Д-р Дзанчи                 |
| Лили Бистратин       | Секретарката на д-р Дзанчи |
| Микеле Байли         | Младия барон               |
| Франческо Ло Бриялио | Дон Калоджеро              |
| Кармело Оливейро     | Дон Либорио                |

## Награди и номинации
- 1963 Сан Себастиан – печели наградата „Златна мида“